# Adam-Mickiewicz-Denkmal (Krakau)

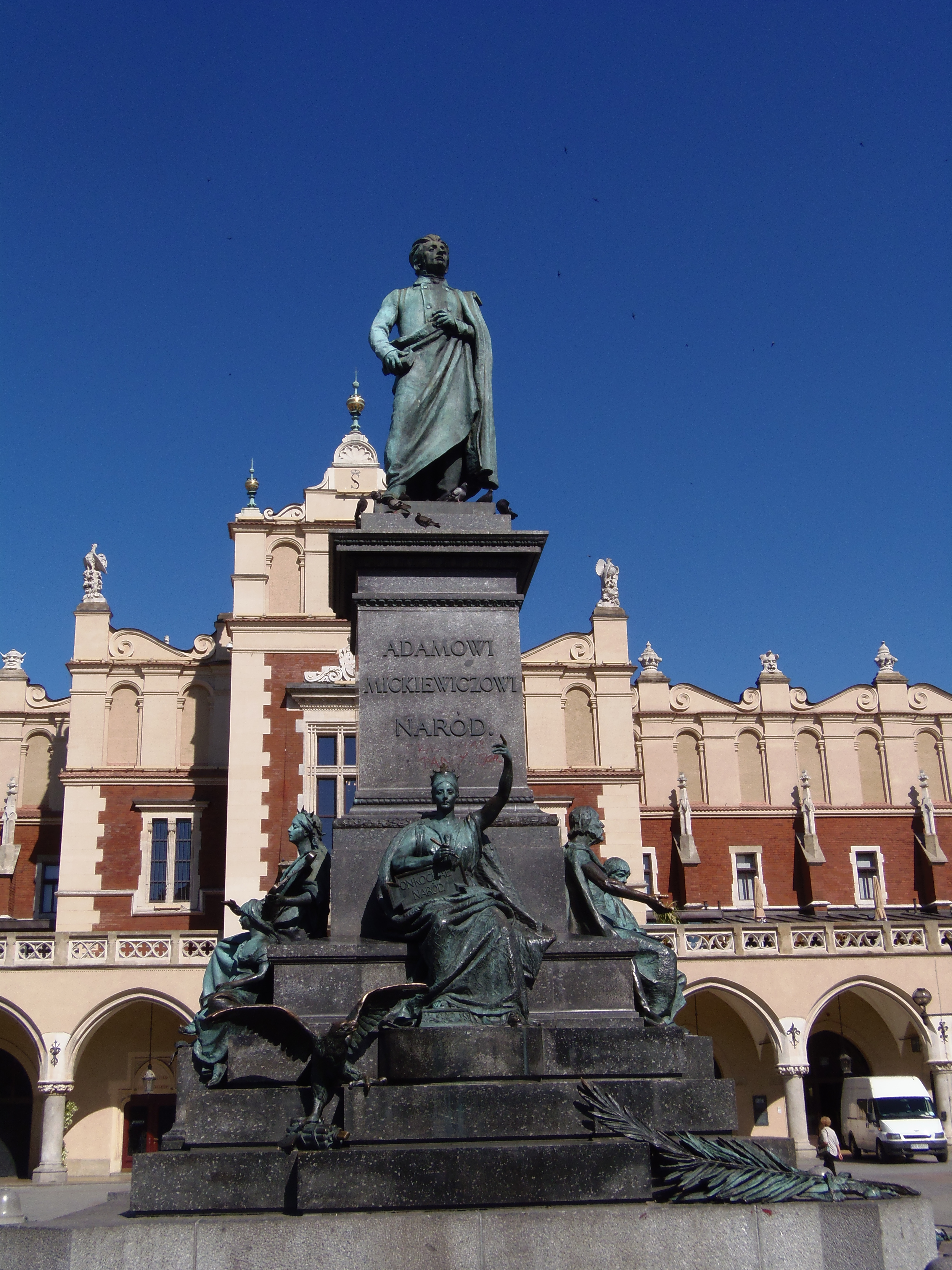
Adam-Mickiewicz-Denkmal in Krakau

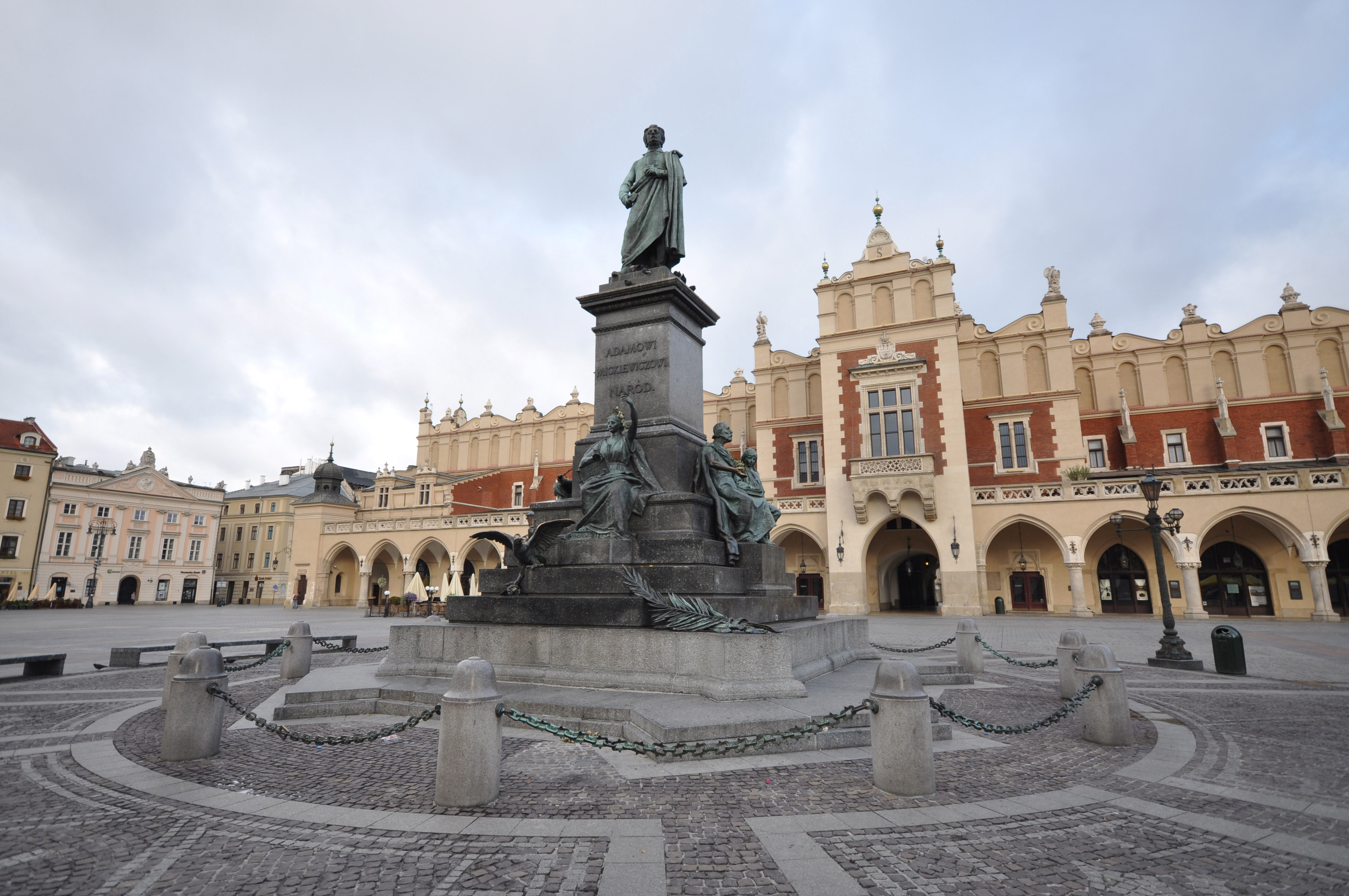
Adam-Mickiewicz-Denkmal, Hauptmarkt in Krakau

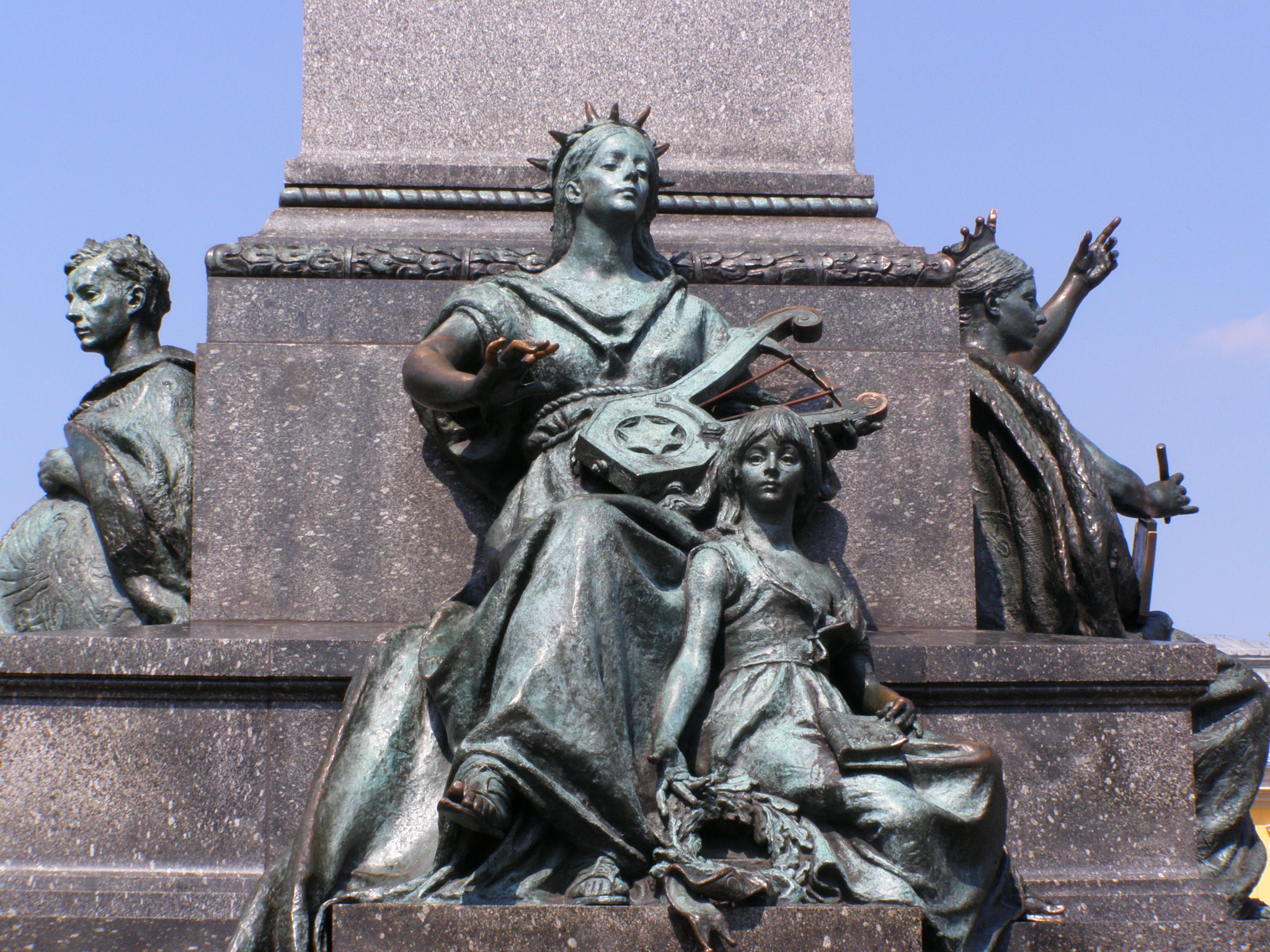
Muse der Poesie, Süden

Das Adam-Mickiewicz-Denkmal in Krakau (polnisch Pomnik Adama Mickiewicza w Krakowie) ist eine der bekanntesten Bronzestatuen in Polen und ein beliebter Treffpunkt auf dem Hauptmarkt in der Krakauer Altstadt. Von Bürgern Krakaus wird das Denkmal auch kurz „Adaś“ (Verkleinerungsform von „Adam“) genannt.
Die Statue von Adam Mickiewicz, dem größten polnischen Romantiker des 19. Jahrhunderts, wurde am 16. Juni 1898, zum 100. Jubiläum seiner Geburt, in Anwesenheit seiner Tochter und seines Sohnes enthüllt. Sie wurde von Teodor Rygier, einem wenig bekannten Bildhauer dieser Zeit, entworfen, der die dritte und letzte Auswahlrunde für dieses Projekt „auf vielfachen Wunsch“ als einer von über 60 Künstlern einschließlich Jan Matejko, gewann.
Auch wenn der erste Preis an den berühmten Cyprian Godebski, Professor an der Akademie für Künste in St. Petersburg, ging und Rygier nur den zweiten Platz erhielt, wurde für die letztendliche Ausführung das populärere Design von Rygier gewählt und die Verträge im November 1889 unterschrieben. An den Füßen des Poeten symbolisieren vier allegorische Gruppen das Vaterland (von der Stirnseite des Denkmals aus entlang der Sienna-Straße), Wissenschaft (in Richtung Norden), Mut (in Richtung Tuchhallen) und Poesie (in Richtung Adalbertkirche, Süden). Auf dem Podest befindet sich die Inschrift „Adamowi Mickiewiczowi NARÓD“ (dt.: Für Adam Mickiewicz, die Nation).

## Geschichte
Das Denkmal entstand in einem Atelier in der Długa-Straße unter der Aufsicht eines künstlerischen Ausschusses. Alle Figuren wurden in der Nellich-Gießerei in Rom gefertigt. Die endgültige Position des Denkmals wurde jedoch nicht auf einmal entschieden, mindestens drei andere Plätze wurden in die Erwägungen mit einbezogen. Schließlich schlug der Bürgermeister vor, sie auf dem Hauptmarkt zu positionieren.

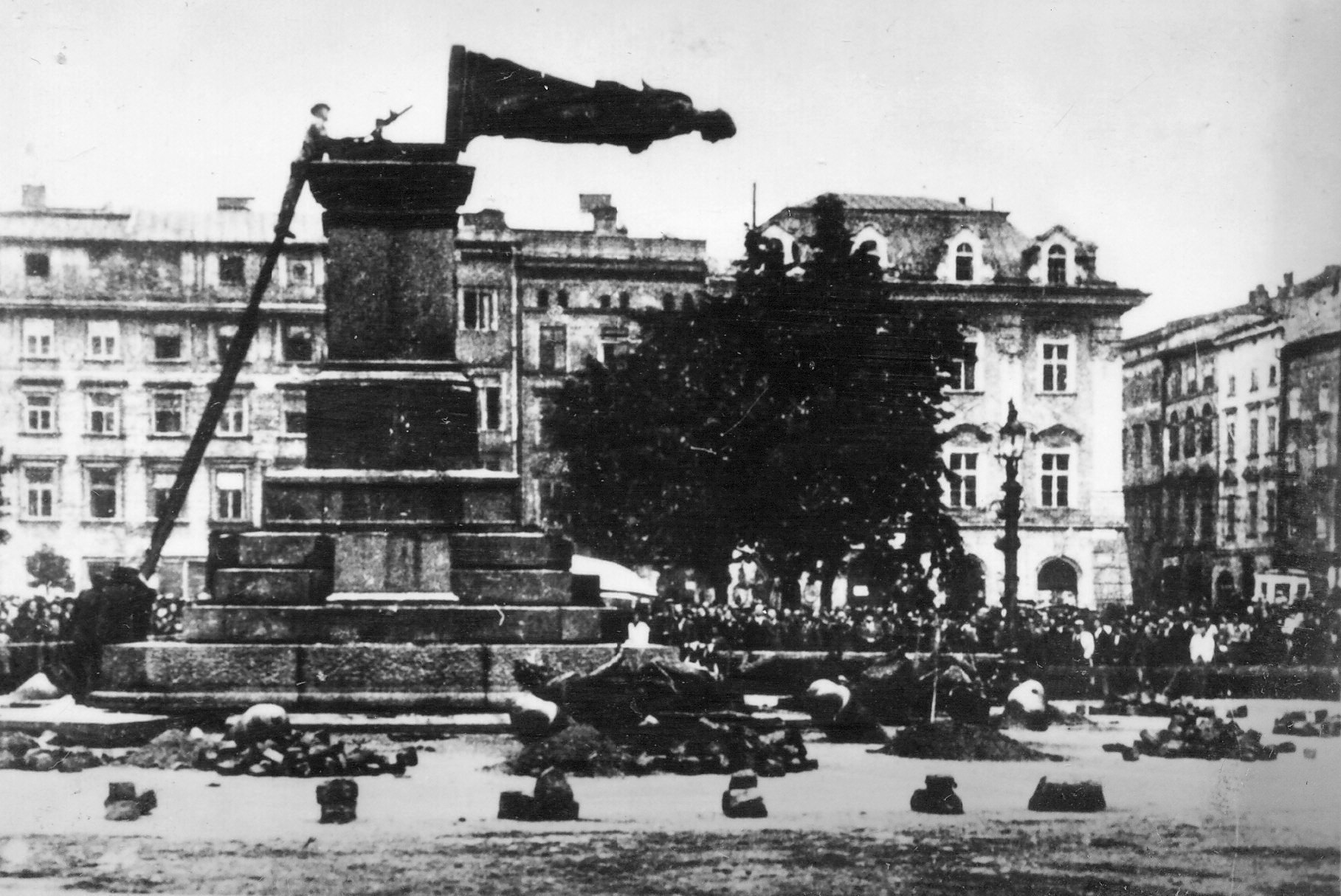
Zerstörung des Mickiewicz-Denkmals durch die Deutschen am 17. August 1940

Am 17. August 1940 wurde das Denkmal durch deutsche Truppen während der Besetzung Polens 1939–1945 zerstört. 1946 wurden die meisten der Figuren in Hamburg auf einem so genannten Glockenfriedhof (Sammelplatz zwecks Einschmelzung für die Rüstung konfiszierter Glocken und anderer Werke in Buntmetall) wiederentdeckt, was die Wiederherstellung des Denkmals in seinem ursprünglichen Aussehen erlaubte. Am 26. November 1955 konnte die Rekonstruktion enthüllt werden.
Adam Mickiewicz selbst war nie in Krakau. 35 Jahre nach seinem Tod, 1890, wurden seine Überreste von Paris in die St.-Leonhards-Krypta unter der Krakauer Kathedrale überführt, was das Projekt teilweise inspirierte. Die Originalidee wurde von der Jugend an den Universitäten dann weiter entwickelt.
An Heiligabend wird das Adam-Mickiewicz-Denkmal von Krakauer Floristen mit Blumen geschmückt.